# Fabian von Fersen
Fabian von Fersen, född 7 februari 1626 i Tallinn, död 30 juli 1677 i Malmö, var en svensk friherre, militär, generalfältmarskalk och generalguvernör över Skåne, Halland och Blekinge.
Fabian von Fersen blev hovjunkare 1643, deltog som volontär på flottan 1644 i Torstenssons krig och därefter i Trettioåriga kriget, samt blev 1647 överstelöjtnant.
Fersen var kusin till Otto Wilhelm von Fersen och deltog likt denne i Karl X Gustavs polska krig och krigen mot Danmark. Han utnämndes 1657 till kommendant i Kraków, och blev svårt sårad i stormningen av Kronborg 1658 och utnämndes 1659 till generalmajor av infanteriet och överkommendant i Stralsund.
Han utmärkte sig särskilt vid den misslyckade stormningen av Köpenhamn 1659, där hans trupper var de enda som lyckades ta sig upp på de danska fästningsvallarna.
1659–62 var Fabian von Fersen överkommendant i Stralsund och utnämndes 1663 till guvernör över Livland och Riga, 1668 till generallöjtnant samt 1674 till general och friherre. Vid danska krigets utbrott 1675 blev han generalfältmarskalk, och 1676 generalguvernör över Skånska generalguvernementet. Vid danskarnas stormning av Malmö 1677 lyckades han med endast cirka tvåtusen soldater och Malmö borgargarde slå tillbaka anfallet men ådrog sig så svåra skador att han dog några dagar senare. Han begravdes i Tallinns domkyrka.
För att hedra Fabian von Fersens minne utnämnde Karl XI honom 1678 till riksråd.
Fersens väg i Malmö är uppkallad efter honom.